# Caveat emptor
Caveat emptor är ett latinskt juridiskt uttryck med innebörd att en köpare av något får stå risken för att vad som köpts inte motsvarar dennes förväntningar. I korthet kan det latinska uttrycket sammanfattas på det svenska språket med orden "köparen förvarnas".

## Anglosaxisk rätt
Uttrycket tycks framförallt ha använts och används inom det anglosaxiska rättssystemet. Innebörden är att köparen tar risken för fel i godset och att säljaren därför är utan ansvar.

### USA
Ett beslut skrivet 1917 av en domare i USA:s högsta domstol tros vara den första gången regeln om caveat emptor tillämpades. En modernare trend är att säljaren av nytillverkade varor lämnar en underförstådd garanti i alla händelser om köparen är en konsument.

### Storbritannien
I Storbritannien har konsumentlagstiftningen inskränkt caveat emptor-regeln. 
Konsumentköp regleras av Sale of Goods Act 1979.